# Benafer
Benafer è un comune spagnolo di 150 abitanti situato nella comunità autonoma Valenciana.